# Список премьер-министров Китайской Республики
Премьер-министр Китайской Республики (кит. 中華民國行政院長) — председатель правительства (Исполнительного Юаня) Китайской республики (Тайваня). Назначается президентом Китайской республики. Должность главы правительства Китайской Республики именовалась как «Председатель Кабинета министров» с 1912 года. В 1914 году должность изменена на «Государственный секретарь», а в 1916 году заменена на «Председатель государственного совета». Некоторое время был и «премьер-министр». В 1928 году Гоминьдан учредил Исполнительный Юань.

## Список глав правительств Китайской республики

### Председатели Кабинета министров
Должность существовала в период: с 13 марта 1912 года по 1 мая 1914 года.
| №     | Портрет | Политик                   | Вступление в должность | Завершение деятельности | Партия                | Президент              |
| ----- | ------- | ------------------------- | ---------------------- | ----------------------- | --------------------- | ---------------------- |
| 1     |         | Тан Шаои (1862—1938)      | 13 марта 1912          | 27 июня 1912            | Бэйянские милитаристы | Сунь Ятсен, Юань Шикай |
| 2     |         | Лу Чжэнсян (1871—1949)    | 29 июня 1912           | 22 сентября 1912        | Бэйянские милитаристы | Юань Шикай             |
| 3     |         | Чжао Бинцзюнь (1859—1914) | 25 сентября 1912       | 1 мая 1913              | Бэйянские милитаристы | Юань Шикай             |
| и. о. |         | Дуань Цижуй (1865—1936)   | 1 мая 1913             | 31 июля 1913            | Бэйянские милитаристы | Юань Шикай             |
| 4     |         | Сюн Силин (1870—1937)     | 31 июля 1913           | 12 февраля 1914         | Бэйянские милитаристы | Юань Шикай             |
| и. о. |         | Сунь Баоци (1867—1931)    | 12 февраля 1914        | 1 мая 1914              | Бэйянские милитаристы | Юань Шикай             |

### Государственные секретари Китайской Республики
Должность существовала в период: с 1 мая 1914 года по 22 декабря 1915 года, с 22 марта 1916 года по 29 июня 1916 года.
| №             | Портрет | Политик                 | Вступление в должность | Завершение деательности | Партия                | Президент              |
| ------------- | ------- | ----------------------- | ---------------------- | ----------------------- | --------------------- | ---------------------- |
| 5             |         | Сюй Шичан (1855—1939)   | 1 мая 1914             | 22 декабря 1915         | Бэйянские милитаристы | Юань Шикай             |
| (5) (2-й раз) |         | Сюй Шичан (1855—1939)   | 22 марта 1916          | 23 апреля 1916          | Бэйянские милитаристы | Юань Шикай             |
| 6 (2-й раз)   |         | Дуань Цижуй (1865—1936) | 23 апреля 1916         | 29 июня 1916            | Бэйянские милитаристы | Юань Шикай, Ли Юаньхун |

### Государственный секретарь Китайской Империи
Должность существовала в период: с 22 декабря 1915 года по 22 марта 1916 года.
| №             | Портрет | Политик                | Вступление в должность | Завершение деательности | Партия | Император  |
| ------------- | ------- | ---------------------- | ---------------------- | ----------------------- | ------ | ---------- |
| (2) (2-й раз) |         | Лу Чжэнсян (1871—1949) | 22 декабря 1915        | 22 марта 1916           | б/п    | Юань Шикай |

### Председатели государственного совета
Должность существовала в период: с 29 июня 1916 года по 1 июля 1917 года.
| №           | Портрет | Политик                 | Вступление в должность | Завершение деательности | Партия                                    | Президент  |
| ----------- | ------- | ----------------------- | ---------------------- | ----------------------- | ----------------------------------------- | ---------- |
| 6 (2-й раз) |         | Дуань Цижуй (1865—1936) | 29 июня 1916           | 23 мая 1917             | Прогрессивная партия Китайской Республики | Ли Юаньхун |
| и. о.       |         | У Тинфан (1842—1922)    | 23 мая 1917            | 28 мая 1917             | Прогрессивная партия Китайской Республики | Ли Юаньхун |
| 7           |         | Ли Цзинси (1859—1925)   | 28 мая 1917            | 1 июля 1917             | Прогрессивная партия Китайской Республики | Ли Юаньхун |

### Премьер-министры
Должность существовала в период: с 1 июля 1917 года по 24 ноября 1924 года.
| №               | Портрет | Политик                   | Вступление в должность | Завершение деательности | Партия                 | Президент              |
| --------------- | ------- | ------------------------- | ---------------------- | ----------------------- | ---------------------- | ---------------------- |
| и. о.           |         | Чжан Сюнь (1854—1923)     | 1 июля 1917            | 12 июля 1917            | б/п                    | Пу И (император)       |
| (6) (3-й раз)   |         | Дуань Цижуй (1865—1936)   | 12 июля 1917           | 22 ноября 1917          | Аньхойская клика       | Фэн Гочжан             |
| и. о.           |         | Ван Дасе (1860—1929)      | 22 ноября 1917         | 30 ноября 1917          | Чжилийская клика       | Фэн Гочжан             |
| и. о.           |         | Ван Шичжэнь (1861—1930)   | 30 ноября 1917         | 20 февраля 1918         | Аньхойская клика       | Фэн Гочжан             |
| и. о.           |         | Цянь Нэнсюнь (1869—1924)  | 20 февраля 1918        | 23 марта 1918           | Аньхойская клика       | Фэн Гочжан             |
| (6) (4-й раз)   |         | Дуань Цижуй (1865—1936)   | 23 марта 1918          | 10 октября 1918         | Аньхойская клика       | Фэн Гочжан             |
| и. о. (2-й раз) |         | Цянь Нэнсюнь (1869—1924)  | 10 октября 1918        | 13 июня 1919            | Аньхойская клика       | Сюй Шичан              |
| и. о.           |         | Гун Синьчжань (1871—1943) | 13 июня 1919           | 24 сентября 1919        | Аньхойская клика       | Сюй Шичан              |
| 8               |         | Цзинь Юньпэн (1877—1951)  | 24 сентября 1919       | 14 мая 1920             | Аньхойская клика       | Сюй Шичан              |
| 9               |         | Са Чжэньбин (1859—1952)   | 14 мая 1920            | 9 августа 1920          | Аньхойская клика       | Сюй Шичан              |
| (8) (2-й раз)   |         | Цзинь Юньпэн (1877—1951)  | 9 августа 1920         | 18 декабря 1921         | Аньхойская клика       | Сюй Шичан              |
| и. о.           |         | Янь Хуэйцин (1877—1950)   | 18 декабря 1921        | 24 декабря 1921         | Чжилийская клика       | Сюй Шичан              |
| 10              |         | Лян Шии (1869—1933)       | 24 декабря 1921        | 25 января 1922          | Коммуникационной клика | Сюй Шичан              |
| и. о. (2-й раз) |         | Янь Хуэйцин (1877—1950)   | 25 января 1922         | 8 апреля 1922           | Чжилийская клика       | Сюй Шичан              |
| и. о.           |         | Чжоу Цзыци (1871—1923)    | 8 апреля 1922          | 11 июня 1922            | Аньхойская клика       | Сюй Шичан, Чжоу Цзыци  |
| 11 (3-й раз)    |         | Янь Хуэйцин (1877—1950)   | 11 июня 1922           | 5 августа 1922          | Чжилийская клика       | Ли Юаньхун             |
| и. о.           |         | Ван Чунхуэй (1881—1958)   | 5 августа 1922         | 29 ноября 1922          | б/п                    | Ли Юаньхун             |
| и. о.(2-й раз)  |         | Ван Дасе (1860—1929)      | 29 ноября 1922         | 11 декабря 1922         | Чжилийская клика       | Ли Юаньхун             |
| и. о.           |         | Ван Чжэнтин (1882—1961)   | 11 декабря 1922        | 4 января 1923           | б/п                    | Ли Юаньхун             |
| 12              |         | Чжан Шаоцзэн (1879—1928)  | 4 января 1923          | 9 сентября 1923         | Бэйянские милитаристы  | Ли Юаньхун, Гао Линвэй |
| 13              |         | Гао Линвэй (1868—1939)    | 9 сентября 1923        | 12 января 1924          | б/п                    | Гао Линвэй, Цао Кунь   |
| 14              |         | Сунь Баоци                | 12 января 1924         | 2 июля 1924             | Бэйянские милитаристы  | Цао Кунь               |
| и. о.           |         | Веллингтон Ку (1887—1985) | 2 июля 1924            | 14 сентября 1924        | б/п                    | Цао Кунь               |
| (11) (4-й раз)  |         | Янь Хуэйцин (1877—1950)   | 14 сентября 1924       | 31 октября 1924         | Чжилийская клика       | Цао Кунь               |
| и. о.           |         | Хуан Фу (1883—1936)       | 31 октября 1924        | 24 ноября 1924          | б/п                    | Цао Кунь, Хуан Фу      |

### Председатели государственного совета
Должность существовала в период: с 26 декабря 1925 года по 2 июня 1928 года. С 24 ноября 1924 года по 26 декабря 1925 года правительством руководил президент.
| №               | Портрет | Политик                   | Вступление в должность | Завершение деательности | Партия | Президент     |
| --------------- | ------- | ------------------------- | ---------------------- | ----------------------- | ------ | ------------- |
| 15              |         | Сюй Шиин (1873—1964)      | 26 декабря 1925        | 4 марта 1926            | б/п    | Дуань Цижуй   |
| и. о.           |         | Цзя Дэяо (1880—1940)      | 4 марта 1926           | 20 апреля 1926          | б/п    | Дуань Цижуй   |
| и. о.           |         | Ху Вэйдэ (1863—1933)      | 20 апреля 1926         | 13 мая 1926             | б/п    | Ху Вэйдэ      |
| (11) (5-й раз)  |         | Янь Хуэйцин (1877—1950    | 13 мая 1926            | 22 июня 1926            | б/п    | Янь Хуэйцин   |
| и. о.           |         | Ду Сигуй (1874—1933)      | 22 июня 1926           | 1 октября 1926          | б/п    | Ду Сигуй      |
| и. о. (2-й раз) |         | Веллингтон Ку (1887—1985) | 1 октября 1926         | 18 июня 1927            | б/п    | Веллингтон Ку |
| и. о.           |         | Пань Фу (1883—1936)       | 18 июня 1927           | 2 июня 1928             | б/п    | Чжан Цзолинь  |

### Председатели Исполнительного Юаня Китайской Республики
Должность существовала в период: с 25 октября 1928 года по 24 мая 1948 года. Со 2 июня 1928 года по 25 октября 1928 года правительством руководил президент.
| №              | Портрет | Политик                 | Вступление в должность | Завершение деательности | Партия    | Президент             |
| -------------- | ------- | ----------------------- | ---------------------- | ----------------------- | --------- | --------------------- |
| 16             |         | Тан Янькай (1880—1930)  | 25 октября 1928        | 22 сентября 1930        | Гоминьдан | Тан Янькай, Чан Кайши |
| 17             |         | Сун Цзывэнь (1894—1971) | 25 сентября 1930       | 4 декабря 1930          | Гоминьдан | Чан Кайши             |
| 18             |         | Чан Кайши (1887—1975)   | 4 декабря 1930         | 15 декабря 1931         | Гоминьдан | Чан Кайши             |
| 19             |         | Чэнь Миншу (1889—1965)  | 15 декабря 1931        | 1 января 1932           | Гоминьдан | Линь Сэнь             |
| 20             |         | Сунь Фо (1895—1973)     | 1 января 1932          | 28 января 1932          | Гоминьдан | Линь Сэнь             |
| 21             |         | Ван Цзинвэй (1883—1944) | 28 января 1932         | 1 декабря 1935          | Гоминьдан | Линь Сэнь             |
| (18) (2-й раз) |         | Чан Кайши (1887—1975)   | 7 декабря 1935         | 1 января 1938           | Гоминьдан | Линь Сэнь             |
| 22             |         | Кун Сянси (1881—1967)   | 1 января 1938          | 11 декабря 1939         | Гоминьдан | Линь Сэнь             |
| (18) (3-й раз) |         | Чан Кайши (1887—1975)   | 11 декабря 1939        | 31 мая 1945             | Гоминьдан | Линь Сэнь, Чан Кайши  |
| (17) (2-й раз) |         | Сун Цзывэнь (1894—1971) | 31 мая 1945            | 1 марта 1947            | Гоминьдан | Чан Кайши             |
| (18) (4-й раз) |         | Чан Кайши (1887—1975)   | 1 марта 1947           | 18 апреля 1947          | Гоминьдан | Чан Кайши             |
| 23             |         | Чжан Цюнь (1889—1990)   | 18 апреля 1947         | 24 мая 1948             | Гоминьдан | Чан Кайши             |

## Список глав правительств Китайской республики (Тайваня)
После поражения Китайской республики в Гражданской войны правительство отступило на Тайвань и другие ближние острова и, фактически, основало государство со столицей в городе Тайбэй. В настоящее время Китайская Республика более известна как «Тайвань». Китайская Республика (Тайвань) является правопреемником Китайской республики.

### Председатели Исполнительного Юаня Китайской Республики (Тайвань)
Должность существует в период: с 24 мая 1948 года по настоящее время.
| №              | Портрет | Политик                   | Вступление в должность | Завершение деательности | Партия                               | Президент                           |
| -------------- | ------- | ------------------------- | ---------------------- | ----------------------- | ------------------------------------ | ----------------------------------- |
| 24             |         | Вэн Вэньхао (1889—1971)   | 24 мая 1948            | 26 ноября 1948          | Гоминьдан                            | Чан Кайши                           |
| (20) (2-й раз) |         | Сунь Фо (1895—1973)       | 26 ноября 1948         | 12 марта 1949           | Гоминьдан                            | Чан Кайши,Ли Цзунжэнь               |
| 25             |         | Хэ Инцинь (1890—1987)     | 12 марта 1949          | 3 июня 1949             | Гоминьдан                            | Ли Цзунжэнь                         |
| 26             |         | Янь Сишань (1883—1960)    | 3 июня 1949            | 7 марта 1950            | Гоминьдан                            | Ли Цзунжэнь, Чан Кайши              |
| 27             |         | Чэнь Чэн (1897—1965)      | 7 марта 1950           | 7 июня 1954             | Гоминьдан                            | Чан Кайши                           |
| 28             |         | Юй Хунчунь (1897—1960)    | 7 июня 1954            | 30 июня 1958            | Гоминьдан                            | Чан Кайши                           |
| (27) (2-й раз) |         | Чэнь Чэн (1897—1965)      | 30 июня 1958           | 15 декабря 1963         | Гоминьдан                            | Чан Кайши                           |
| 29             |         | Янь Цзягань (1905—1993)   | 15 декабря 1963        | 29 мая 1972             | Гоминьдан                            | Чан Кайши                           |
| 30             |         | Цзян Цзинго (1910—1988)   | 29 мая 1972            | 28 мая 1978             | Гоминьдан                            | Чан Кайши, Янь Цзягань, Цзян Цзинго |
| 31             |         | Сунь Юньсюань (1913—2006) | 28 мая 1978            | 20 мая 1984             | Гоминьдан                            | Цзян Цзинго                         |
| 32             |         | Юй Гохуа (1914—2000)      | 20 мая 1984            | 21 мая 1989             | Гоминьдан                            | Цзян Цзинго, Ли Дэнхуэй             |
| 33             |         | Ли Хуань (1917—2010)      | 21 мая 1989            | 30 мая 1990             | Гоминьдан                            | Ли Дэнхуэй                          |
| 34             |         | Хао Боцунь (1919—2020)    | 30 мая 1990            | 10 февраля 1993         | Гоминьдан                            | Ли Дэнхуэй                          |
| 35             |         | Лянь Чжань (1936-)        | 10 февраля 1993        | 1 сентября 1997         | Гоминьдан                            | Ли Дэнхуэй                          |
| 36             |         | Сяо Ваньчан (1939-)       | 1 сентября 1997        | 20 мая 2000             | Гоминьдан                            | Ли Дэнхуэй                          |
| 37             |         | Тан Фэй (1933-)           | 20 мая 2000            | 6 октября 2000          | Гоминьдан                            | Чэнь Шуйбянь                        |
| 38             |         | Чжан Цзюньсюн (1938-)     | 6 октября 2000         | 1 февраля 2002          | Демократическая прогрессивная партия | Чэнь Шуйбянь                        |
| 39             |         | Юй Сикунь (1948-)         | 1 февраля 2002         | 1 февраля 2005          | Демократическая прогрессивная партия | Чэнь Шуйбянь                        |
| 40             |         | Се Чантин (1946-)         | 1 февраля 2005         | 25 января 2006          | Демократическая прогрессивная партия | Чэнь Шуйбянь                        |
| 41             |         | Су Чжэньчан (1947-)       | 25 января 2006         | 21 мая 2007             | Демократическая прогрессивная партия | Чэнь Шуйбянь                        |
| (38) (2-й раз) |         | Чжан Цзюньсюн (1938-)     | 21 мая 2007            | 20 мая 2008             | Демократическая прогрессивная партия | Чэнь Шуйбянь                        |
| 42             |         | Лю Чжаосюань (1943-)      | 20 мая 2008            | 10 сентября 2009        | Гоминьдан                            | Ма Инцзю                            |
| 43             |         | У Дуньи (1948-)           | 10 сентября 2009       | 6 февраля 2012          | Гоминьдан                            | Ма Инцзю                            |
| 44             |         | Чэнь Чун (1949-)          | 6 февраля 2012         | 18 февраля 2013         | Гоминьдан                            | Ма Инцзю                            |
| 45             |         | Цзян Ихуа (1960-)         | 18 февраля 2013        | 3 декабря 2014          | Гоминьдан                            | Ма Инцзю                            |
| 46             |         | Мао Чикуо (1948-)         | 8 декабря 2014         | 1 февраля 2016          | Гоминьдан                            | Ма Инцзю                            |
| 47             |         | Саймон Чанг (1954-)       | 1 февраля 2016         | 20 мая 2016             | Беспартийный                         | Ма Инцзю                            |
| 48             |         | Линь Цюань (1951-)        | 20 мая 2016            | 8 сентября 2017         | Беспартийный                         | Цай Инвэнь                          |
| 49             |         | Уильям Лай (1959-)        | 8 сентября 2017        | 14 января 2019          | Демократическая прогрессивная партия | Цай Инвэнь                          |
| (41) (2-й раз) |         | Су Чжэньчан (1947-)       | 14 января 2019         | 31 января 2023          | Демократическая прогрессивная партия | Цай Инвэнь                          |
| 50             |         | Чэнь Цзяньжэнь (1951-)    | 31 января 2023         | 20 мая 2024             | Демократическая прогрессивная партия | Цай Инвэнь                          |
| 51             |         | Чжо Жунтай (1959-)        | 20 мая 2024            |                         | Демократическая прогрессивная партия | Лай Циндэ                           |